# 2+2
«2+2» — загальноукраїнський телеканал, що входить до складу медіаконгломерату «1+1 Media», який належить олігарху Ігорю Коломойському (знаходиться під санкціями РНБО). Канал орієнтований на глядачів віком від 18 до 54 років. Етер телеканалу складається з серіалів, художніх фільмів власного та іноземного виробництва, розважальних шоу та трансляцій деяких матчів Чемпіонату України з футболу.

## Історія
Телеканал розпочав мовлення під назвою «Кіно» 1 липня 2006 року на частоті колишнього «Гравіс-7» (183,25 МГц). Згідно з рішенням Національної ради з питань телебачення і радіомовлення від 29 липня 2010 року про переоформлення ліцензії на мовлення ТОВ «Гравіс-Кіно», на прохання компанії затверджено новий логотип телеканалу — «2+2», з яким він виходить в етер, починаючи з 30 серпня 2010 року.
5 вересня 2011 року канал оновив логотип, слоган і графічне оформлення.
25 червня 2012 року «2+2» купив «Real TV Estate» та увійшов до МХ-3 цифрової етерної мережі DVB-T2. 13 липня телеканал розпочав мовлення в цьому мультиплексі.
У середині липня 2015 року телеканал став новим титульним спонсором футбольного клубу «Чорноморець» (Одеса).
З 1 червня 2017 року телеканал «2+2» мовить у форматі 16:9.
Влітку 2017 року генпродюсер каналу Максим Кривицький оголосив про перезапуск телеканалу, що передбачає оновлення позиціонування та програмної концепції, зміну загальної стилістики та графічно-візуального оформлення каналу. Перезапуск відбувся 14 серпня 2017 року.
27 лютого 2020 року почав мовлення у стандарті високої чіткості (HD).
У зв'язку з російським вторгненням в Україну з 24 лютого по 27 березня 2022 року телеканал цілодобово транслював інформаційний марафон «Єдині новини». В етері була відсутня реклама.
З 28 березня 2022 року телеканал частково відновив самостійне мовлення, змінивши програмну сітку. Російськомовні програми транслюються в українському озвученні.
26 жовтня 2023 року телеканал змінив юридичну особу супутникової ліцензії на ТОВ «Рєал Істейт-ТВ». При цьому юридичну особу ТОВ «Гравіс-Кіно» було анульовано.

### Рейтинги
2018 року частка каналу склала 3,4 % за аудиторією 18-54 (7-е місце).
2019 року частка каналу склала 3,92 % за аудиторією 18-54 (7-е місце).
2020 року частка каналу склала 3,97 % за аудиторією 18-54 (7-е місце).
2021 року частка каналу склала 4,05 % за аудиторією 18-54 (7-е місце).

## Керівництво
- Сергій Кизима (генеральний продюсер)

## Логотипи
Телеканал змінив 4 логотипи. Нинішній — 5-й за ліком. З 2006 по 2017 рік стояв у правому верхньому кутку екрана. З 2017 року стоїть у лівому верхньому кутку.
| Логотип | Опис |
| ------- | --- |
|         | З 1 липня 2006 до 6 вересня 2009 року логотипом була розгортка червоного грального кубика, на кожній грані якого була поміщена буква (разом виходило слово «Кіно»). Перебував у правому верхньому куті.                                                              |
|         | З 7 вересня 2009 до 29 серпня 2010 року логотипом було слово «Кіно» білого кольору і жирним шрифтом, лінії симетрій червоні. Перебував там само. |
|         | З 30 серпня до 10 вересня 2010 року логотип був синього кольору з двома жирними двійками і жирним плюсом. З 11 вересня 2010 до 4 вересня 2011 року логотип був вписаний у білий напівпрозорий прямокутник і злегка зменшений у розмірі.                              |
|         | З 5 вересня 2011 до 4 липня 2017 року логотип був яскраво-золотого кольору з двома трафаретними двійками і плюсом. З 20 січня 2016 до 19 січня 2017 року праворуч від логотипу був розташований прапор України.                                                      |
|         | З 5 липня 2017 року дотепер використовується помаранчевий логотип з двома трафаретними двійками зі зміненим шрифтом і скошеним плюсом. Перебуває у лівому верхньому куті. З 22 лютого 2022 до 21 березня 2023 року ліворуч логотипу був розташований прапор України. |

## Наповнення етеру

### Інформаційно-розважальні програми
- «Вражаючі історії ТСН»
- «Загублений світ» — інформаційно-розважальний проєкт, що розповідає про невідомі, шокуючі фактами про явища та події.
- «ДжеДАІ» — підбірка автомобільних новин та яскравих подій дня.
- «Життя відомих людей»
- «Їмо за 100»
- «Мосейчук+»
- «Обережно! Фейк» — проєкт, головна мета якого — розказати про фейки та маніпуляції, розповсюджені російською пропагандою.
- «Справжня історія»
- «Україна сьогодні»
- «Екшн»
- «Сховища диктаторів»

### Спортивні трансляції
- Трансляції матчів Чемпіонату України з футболу[28]

### Серіали
- Ангели
- Батя
- Брати по крові
- Булатов
- Великі Вуйки
- Відморожений
- Ворон і Воробйов
- Гострі картузи
- Ель Чапо
- Звонар
- Злі духи
- Карпатський рейнджер
- Касл
- Кістки
- Козирне місце
- Мисливці за старовиною
- Містер і місіс Малишки
- Нарко
- НульНульНуль
- Опер за викликом
- Плут
- Село на мільйон
- Моя улюблена Страшко
- CSI: Місце злочину
- Мольфар
- Щоденник медіума

### Документальні фільми
- Абсолютне зло
- Бригада
- Відплата
- Вічний мир
- Вогонь трибун
- Володарі неба
- Воля або смерть
- Врятуй
- Вулиця Яблунська
- Гострі ножі. Бородянка
- Інтернаціональний фронт
- Історія питання
- Культурний код
- Курсанти. Гостомельський рубіж
- Незавершений політ
- Останній бій
- Під маскою пропаганди
- Пригоди Ваньки-окупанта на Київщині
- Російський спрут. Як Кремль впливає на світ
- СБУ. Спецоперації перемоги
- Спротив
- Тайванський вузол
- Україна майбутнього. Переграти агресор
- Форт Харків
- Цільовий орієнтир — Кизилельма

## Архівні програми

### Телесеріали

#### 2006
- Голліуокс

#### 2008
- Людина-невидимка
- Шпигунка
- Третя планета від Сонця
- Фадж
- Геркулес: Легендарні подорожі
- Дивовижні історії
- Едем
- Земля
- Частини тіла
- Бог, диявол і Боб
- У пошуках морських пригод
- Нова сімейка Адамсів
- Латинський коханець
- День народження Буржуя
- Усі жінки — відьми
- Грім у раю
- Агент «Кувалда»
- Ключі від смерті
- 4400

#### 2009
- Два з половиною чоловіки
- Війна вдома
- Дочки-матері
- Люба, діти та завод
- Амазонка Пітера Бенчлі
- Сваха
- Містер Бін
- Вродливі люди
- Поліцейські-вертольотчики
- Гаррі та Гендерсони
- Затока Доусона
- Ейр Америка
- Зоряний крейсер «Галактика»
- Та, що говорить з привидами (1-4 сезони)
- Цілком таємно
- Загублені (1-4 сезони)
- Кохання на снігу
- Реактивні літаки
- Таємниця твердині шифрів

#### 2010—2014
- Жнець (2 сезон, 1—6 серії)
- Ангел
- Динотопія
- Пригоди Синдбада
- Острів фантазій
- Загублений світ
- Мисливці за старовиною
- Спецзагін «Кобра 11» — Дорожня поліція
- Генії помсти (Вплив)[28]
- Партизани[28]
- Згадай майбутнє[28]
- Білий комірець[28]
- Ведмеже полювання[28]
- Таксі

#### 2015
- Перевізник
- Таксі: Бруклін
- Гвардія

#### 2016
- Одинак
- Команда

#### 2017
- Ментівські війни. Одеса
- Ментівські війни. Київ
- Зловмисники
- Зустрічна смуга
- Кістки

#### 2018
- Стоматолог
- Опер за викликом

#### 2019
- Ментівські війни. Харків (3 сезони)
- Звонар
- Рішало
- Брати по крові

#### 2020
- Карпатський рейнджер
- Булатов
- Відплата
- Ангели

#### 2021
- Плут

#### 2023
- Одна родина. Весілля
- Окуповані
- Я — Надія

#### 2024
- Батя
- Ворон та Воробйов
- Друзі
- Евакуація
- Звичайна людина
- Містер і місіс Малишки
- Переслідуючи вогонь
- Позивний «Тамада»
- Хід коня
- Холод
- Шлях

#### 2025
- Бісова пательня

### Мультсеріали

#### 2008
- Фантастична четвірка
- Пучіні
- Піг сіті
- Назад у майбутнє
- Бридке каченя
- Еркі-Перкі
- Оггі та кукарачі
- Домашній улюбленець
- Люди в чорному

#### 2009
- Скеля фреглів
- КітПес
- Пригоди Джиммі Нейтрона: хлопчика-генія
- Злюки бобри
- Гей, Арнольде!
- Шоу Рена та Стімпі
- Легенда про дракона

#### 2010—2011
- Життя робота-підлітка
- Денні-Фантом
- Каппа Майкі
- Ракетна міць
- Бен 10
- Дивакуваті родичі
- Сімпсони[28]
- Бургери Боба
- Галактичний футбол

### Програми

#### 2010—2011
- Відеозонкерс[28]
- Секс з Анфісою Чеховою[28]
- Сигнал порятунку червоний[28]
- Непереможний воїн[28]
- Цикл документальних передач телеканалу «Discovery Channel» про науку, технології та історію[28]
- Real Comedy[28]
- Прожекторперісхілтон[28]
- ПроФутбол (2010—2020)

#### 2012
- Шалене відео по-українськи
- Облом.ua
- Помста природи

#### 2013—2014
- Обережно, модерн!
- Відеобімба

#### 2016
- Дембель — ведучий — Валентин Зінчак
- Роби бізнес ― ведучі: Олександр Дубінський і Кароліна Ашіон

#### 2017
- Він, вона і телевізор
- Бандерлоги
- Зброя

#### 2018
- 102. Поліція

#### 2019
- Шалені перегони

#### 2021
- Спорт Тайм
- Воїни доріг

#### 2022
- Сніданок з 1+1 (раніше — на «1+1»)
- Таємниці великих українців
- Байрактар News

#### 2023
- Українські палаци. Золота доба — історичний документальний цикл Акіма Галімова

#### 2024
- Рік — документальний цикл Дмитра Комарова

## До 2022[29]
- «Секретні матеріали» (раніше — на «1+1») — проєкт журналістських розслідувань
- «Гроші» (раніше — на «1+1») — проєкт журналістських розслідувань шахрайських схем в Україні
- «Віпи і Топи» — проєкт про зіркові історії, захоплення, витівки, скандали, а також зради та самопожертви
- Новини «Спецкор» — Ведучі: Руслан Ярмолюк та Олександр Моторний

### Спортивні трансляції
- Баскетбол (матчі української Суперліги та Євроліги ULEB)
- Кваліфікація та основний етап Ліги Європи та Ліги Чемпіонів
- UFC[30]

## Мовлення

### Супутникове мовлення
| Супутник         | Стандарт | Частота, МГц | Символьна швидкість | Поляризація       | FEC | Формат зображення | Помітки | Кодування |
| ---------------- | -------- | ------------ | ------------------- | ----------------- | --- | ----------------- | ------- | --------- |
| Astra 4A (4.8°E) | DVB-S2   | 11766        | 30000               | горизонтальна (H) | 2/3 | MPEG-4            | EPG     | FTA       |
| Astra 4A (4.8°E) | DVB-S    | 12130        | 27500               | вертикальна (V)   | 3/4 | MPEG-2            |         | FTA       |

### Етерне цифрове мовлення
| Канал | Мультиплекс | Стандарт | EPG        | Формат мовлення |
| ----- | ----------- | -------- | ---------- | --------------- |
| 3     | MX-2        | DVB-T2   | Green tick | SD 576i 16:9    |

## 2+2 Марафон
1 січня 2024 року на супутнику розпочав мовлення новий інформаційний телеканал «2+2 Марафон». В етері цілодобова трансляція марафону «Єдині новини».
25 січня 2024 року регулятор переоформив логотип юридичної особи ТОВ «Реал Істейт-ТВ» для супутникового мовлення з «Бігуді» на «2+2 Марафон».

## Нагороди та відзнаки
- найкращий фільмовий телеканал (журнал «MEDIASAT», 2009)[9]
- найкращий регіональний телеканал (видання «MEDIASAT», 2011)[9].

## Критика
З 2014 року канал критикують через постійну трансляцію російських серіалів. За результатами моніторингів активістів кампанії «Бойкот російського кіно», за період з 8 по 14 вересня 2014 року на телеканалі демонстрували 8 год російського контенту на добу. За даними моніторингу 27 вересня частка російського продукту на каналі становила 42 %.
Окрім того, активісти оприлюднили дані, відповідно до яких за даними моніторингу 27 вересня 2014 року на телеканалі 2+2 частка російськомовного контенту становила близько 70 %.
Канал отримав антипремію «Академічна негідність» 2023 року за «систематичне і широкомасштабне поширення різних псевдонаукових фейків і талановите перебріхування текстів західних мас-медіа про наукові теми».